# Václavov u Bruntálu
Václavov u Bruntálu é uma comuna checa localizada na região de Morávia-Silésia, distrito de Bruntál‎.